# Нелло Каррара
Нелло Каррара (італ. Nello Carrara, 19 лютого 1900, Флоренція - 5 червня 1997, Флоренція) — італійський морський офіцер та фізик, один з авторів першого італійського серійного радара EC3/ter «Gufo».

## Біографія
Нелло Каррара народився 19 лютого 1900 року у Флоренції. З 1917 року брав участь у Першій світовій війні. У 1918 році вступив до Вищої нормальної школи у Пізі, де вивчав фізику разом з Енріко Фермі та Франко Расетті. У 1921 році захистив дипломну роботу за темою рентгенівська дифракція. Працював в університеті Пізи, у 24-річному віці став професором фізики у Військово-морській академії в Ліворно, де працював до 1954 року. Як викладач здійснив декілька походів на навчальних кораблях. У 1935 році отримав звання капітана.
У 1936 році разом з Уго Тіберіо та Альфео Брандімарте розробив перший італійський серійний радар EC3/ter «Gufo». Але через консерватизм командування італійці почали розміщувати радари на кораблях лише після розгрому італійського флоту в бою біля мису Матапан у березні 1941 року.
Зі вступом Італії у Другу світову війну був призваний на військову службу. Викладав у Військово-морській академії, у 1941 році отримав звання лейтенант-полковника. 
Після закінчення війни протягом 1945-1946 років викладав у університеті Барі, протягом 1947-1950 років - в університеті Пізи. У 1946 році заснував Інститут дослідження електромагнітних хвиль (італ. Istituto di Ricerca sulle Onde Elettromagnetiche). Протягом 1954-1956 років був професором у Військово-морському інституті Неаполя (італ. Istituto Universitario Navale). З 1956 року - професор Флорентійського університету. У 1980 році отримав почесне звання Honoris causa у цьому університеті. Був також директором Національної ради з наукових досліджень (італ. Consiglio Nazionale delle Ricerche).
За свою кар'єру Нелло Каррара опублікував більше 100 наукових праць. Завдяки одній з них, «The Detection of Microwaves», був впроваджений термін «мікрохвилі»
. Також він був консультантом багатьох фірм, співзасновником, а згодом директором фірми «Segnalamento marittimo ed aereo», яка займалась розробкою морських, авіаційних та наземних радарів для цивільного та військового використання.
Також він займався дослідженням рентгенівського випромінювання, поглинання мікрохвильового випромінювання молекулами, а в останній період своєї кар'єри - синхронізацією атомних годинників та іншими експериментами для європейського космічного зонду Джотто.
Помер 5 червня 1997 року у Флоренції.

## Вшанування
На честь Нелло Каррара названий Інститут прикладної фізики у Флоренції (італ. Istituto di Fisica Applicata "Nello Carrara").

## Нагороди
- Великий офіцер Ордена «За заслуги перед Італійською Республікою»
- Медаль «За внесок у розвиток культури і мистецтва»
- Кавалер Ордена Святих Маврикія та Лазаря